# 崩壞夢王國
《崩壞夢王國》（英語：Disenchantment，亦译为《幻灭》）是由馬特·格朗寧創作的美國諷刺動畫情景喜劇，由曾參與製作「飛出個未來」的 Rough Draft Studios 工作室製作，目前於Netflix上播放。這是馬特·格朗寧首次為了串流平台製作的作品，在那之前他製作了福斯電視網的《辛普森家庭》和《飛出個未來》。
該劇擁有中世紀故事標配的國王、騎士與城堡元素，還有魔法森林、精靈、巨人及人魚。故事圍繞在個性叛逆又有酗酒問題的公主荳荳（Abbi Jacobson配音）和兩個朋友身上，一個是天真的精靈——阿福（Nat Faxon配音），另一位是帶來毀滅的個人專屬惡魔——路西（Eric André配音）。
劇情描述一個名為「夢王國」的國度正面臨各式各樣的危機，公主荳荳被迫與精靈阿福還有心魔路西展開冒險旅程。旅途遇到許多人事物促使她成長，並且勇敢面對自身與王國的問題，間接影響身邊的人也反思自己的所作所為。
Netflix 最初只購買了二十集，並於2018年8月17日播放前十集（首季），後十集（第二季）計劃於2019年9月20日播放。2018年10月 Netflix 又添購二十集， 其中十集（第三季）將於2021年1月15日發布，剩下（第四季）則是2022年2月9日。

## 故事

### 第1部分
公主即將出嫁，但她卻整天喝酒。性情自由的荳荳激怒了國王，而她正在忙著跟自己的惡魔以及和精靈朋友玩在一起。

### 第2部分
精力充沛的荳荳公主為了救朋友跑到地獄，因緣際會得知她命中注定要面對的神秘命運，並幫助父親恢復皇室的繁榮。

### 第3部分
不斷加深的謎團、國王索古越来越不穩定，每天擔心著誰將會來統治夢王國，這些種種都逼迫荳荳得加緊腳步。

## 集數
| 季數 | 集数 | 集数 | 上線日期      | 上線日期      |
| ---- | ---- | ---- | ------------- | ------------- |
| 1    | 20   | 10   | 2018年8月17日 | 2018年8月17日 |
| 1    | 20   | 10   | 2019年9月20日 | 2019年9月20日 |
| 2    | 20   | 10   | 2021年1月15日 | 2021年1月15日 |
| 2    | 20   | 10   | 2022年2月9日  | 2022年2月9日  |

## 外部連結
- Netflix中文網站